# Rachael Leigh Cook
Rachael Leigh Cook (Minneapolis, 1979. október 4. –) amerikai színésznő, szinkronszínész, filmproducer és modell.
Fontosabb szereplései voltak a Bébicsőszök klubja (1995), A csaj nem jár egyedül (1999), valamint a Josie és a vadmacskák (2001) című filmvígjátékokban, továbbá az Észlelés (2012–2015) című televíziós sorozatban. A 2023-as Útikönyv a szerelemhez című romantikus filmvígjátékot főszereplőként és producerként is jegyzi.
Szinkronszínészként közreműködött a Robotcsirke című animációs sorozatban, illetve Tifa Lockhart hangját kölcsönözte a Final Fantasy-sorozat videójátékaiban és filmjeiben.

## Élete és pályafutása
Már kiskorában szerepelt egy kábítószer-ellenes reklámban és több reklámfilmben is. 14 évesen kezdett el modellkedni, majd a modellügynökség javaslatára a színészkedéssel is megpróbálkozott. Elkezdett Tinseltown-ba járni színészképzőbe, ahol olyan színészpalánták tanulnak, akik nem tudnak részt venni a rendszeres iskolai oktatásban. Több tinivígjátékban is szerepelt. Máig legnagyobb sikerét az 1999-es A csaj nem jár egyedül című filmben aratta. Saját produkciós cége a Ben's Sister Productions.

## Magánélete
Balkezes és vegetáriánus. 2004-től 2021-es válásukig Daniel Gillies kanadai színész felesége volt.
2000-ben a #11 lett a Maxim magazin a világ 100 legszexisebb nője listán. Beválasztották az FHM-ben a világ 100 legszebb híressége közé is.

## Filmográfia

### Film
| Év   | Magyar cím                            | Eredeti cím                        | Szerep                      | Magyar hang         |
| ---- | ------------------------------------- | ---------------------------------- | --------------------------- | ------------------- |
| 1995 | Bébicsőszök klubja                    | The Baby-Sitters Club              | Mary Anne Spier             | Szénási Kata        |
| 1995 | Tom és Huck                           | Tom and Huck                       | Becky Thatcher              |                     |
| 1996 | Idegroncsderbi                        | Carpool                            | Kayla                       | Csondor Kata        |
| 1997 | Jackie O őrült szenvedélye            | The House of Yes                   | 'Jackie-O' fiatalon         | Simonyi Piroska     |
| 1997 | Jackie O őrült szenvedélye            | The House of Yes                   | 'Jackie-O' fiatalon         | Pekár Adrienn       |
| 1997 | A 18. angyal                          | The Eighteenth Angel               | Lucy Stanton                | Bogdányi Titanilla  |
| 1998 | Lázadj!                               | All I Wanna Do                     | Abigail 'Abby' Sawyer       |                     |
| 1998 | Csonttörő                             | The Naked Man                      | Dolores                     | Huszárik Kata       |
| 1998 | A csók                                | Living Out Loud                    | Judith Moore tizenévesen    |                     |
| 1999 |                                       | The Hi-Line                        | Vera Johnson                |                     |
| 1999 | A csaj nem jár egyedül                | She's All That                     | Laney Boggs                 | Somlai Edina        |
| 1999 | Tegnap után                           | The Bumblebee Flies Anyway         | Cassie                      | Roatis Andrea       |
| 2000 |                                       | Sally                              | Beth                        |                     |
| 2000 | Get Carter                            | Get Carter                         | Doreen Carter               | Kiss Virág Magdolna |
| 2000 | Get Carter                            | Get Carter                         | Doreen Carter               | Kelemen Kata        |
| 2000 | Get Carter                            | Get Carter                         | Doreen Carter               | Pekár Adrienn       |
| 2000 | Batman of the Future: Joker visszatér | Batman Beyond: Return of the Joker | Chelsea Cunningham (hangja) |                     |
| 2001 | Bízd a hackerre!                      | Antitrust                          | Lisa Calighan               | Nemes Takách Kata   |
| 2001 | Fújd szárazra, édes!                  | Blow Dry                           | Christina Robertson         | Nemes Takách Kata   |
| 2001 | Texas Rangers                         | Texas Rangers                      | Caroline Dukes              | Bogdányi Titanilla  |
| 2001 | Josie és a vadmacskák                 | Josie and the Pussycats            | Josie McCoy                 |                     |
| 2001 | Csiki-csuki bosszú                    | Tangled                            | Jenny Kelley                |                     |
| 2002 | Fogd a lét és fuccs!                  | 29 Palms                           | pincérnő                    |                     |
| 2003 | Bukmékerek                            | Bookies                            | Hunter                      |                     |
| 2003 | Született bankrablók                  | Scorched                           | Shmally                     | Nemes Takách Kata   |
| 2003 |                                       | The Big Empty                      | Ruthie                      |                     |
| 2003 | 11:14                                 | 11:14                              | Cheri                       | Szabó Gertrúd       |
| 2003 | Tempó                                 | Tempo                              | Jenny Travile               | Nemes Takách Kata   |
| 2003 | Tempó                                 | Tempo                              | Jenny Travile               | Bogdányi Titanilla  |
| 2004 | Határtalan szerelem                   | Stateside                          | Dori Lawrence               | Szénási Kata        |
| 2004 |                                       | American Crime                     | Jesse St. Claire            |                     |
| 2005 |                                       | Final Fantasy VII: Advent Children | Tifa Lockhart (hangja)      |                     |
| 2006 | Oltári frigy                          | My First Wedding                   | Vanessa                     | Nemes Takách Kata   |
| 2007 |                                       | Descent                            | Allison                     |                     |
| 2007 | Dutyimadár szabadlábon                | All Hat                            | Chrissie Nugent             | Huszárik Kata       |
| 2007 | Nancy Drew: A hollywoodi rejtély      | Nancy Drew                         | Jane Brighton               | Horváth Lili        |
| 2007 |                                       | The Final Season                   | Polly Hudson                |                     |
| 2007 | Szédítően szőke                       | Blonde Ambition                    | Haley                       |                     |
| 2009 | A titokzatos lakó                     | The Lodger                         | Amanda Manning              | Nemes Takách Kata   |
| 2009 |                                       | Bob Funk                           | Ms. Thorne                  |                     |
| 2009 | Aranyajtó                             | Falling Up                         | Caitlin O'Shea              | Dögei Éva           |
| 2011 | Vámpír                                | Vampire                            | Laura King                  |                     |
| 2011 | A családfa                            | The Family Tree                    | Rachel Levy                 | Szabó Zselyke       |
| 2012 |                                       | Broken Kingdom                     | Marilyn                     |                     |
| 2014 | Kerozin cowboyok                      | Red Sky                            | Karen Brooks                | Bogdányi Titanilla  |
| 2017 |                                       | A Midsummer Night's Dream          | Hermia                      |                     |
| 2020 | Garantált szerelem                    | Love, Guaranteed                   | Susan                       | Bogdányi Titanilla  |
| 2021 | A srác nem jár egyedül                | He's All That                      | Anna Sawyer                 | Roatis Andrea       |
| 2022 |                                       | Spirit Halloween: The Movie        | Sue                         |                     |
| 2023 | Útikönyv a szerelemhez                | A Tourist's Guide to Love          | Amanda Riley                | Nemes Takách Kata   |

### Televízió

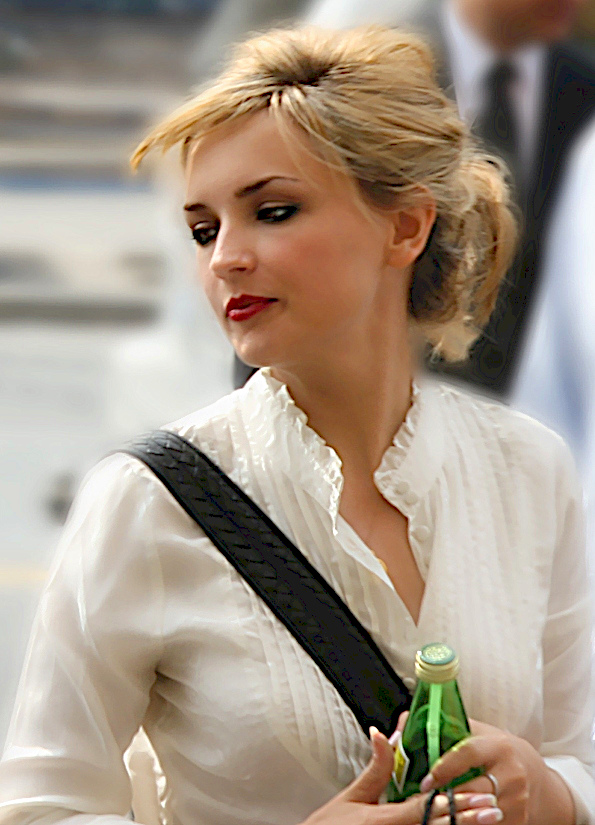
A 2007-es Torontói Nemzetközi Filmfesztiválon

| Év        | Magyar cím               | Eredeti cím                     | Szerep                          | Megjegyzések                                    |
| --------- | ------------------------ | ------------------------------- | ------------------------------- | ----------------------------------------------- |
| 1996      | Segíts, nagypapa!        | Country Justice                 | Emma Baker                      | - tévéfilm - magyar hangja: - Nemes Takách Kata |
| 1997      | Amazonok a vadnyugaton   | True Women                      | Georgia Lawshe fiatalon         | - minisorozat - magyar hangja: - Vadász Bea     |
| 1997      |                          | The Defenders: Payback          | Tracey Lane                     | tévéfilm                                        |
| 1998      | Végtelen határok         | The Outer Limits                | Cassie Boussard                 | 1 epizód                                        |
| 1999      | Dawson és a haverok      | Dawson's Creek                  | Devon                           | 3 epizód                                        |
| 2000      | Batman of the Future     | Batman Beyond                   | Chelsea Cunningham (hangja)     | 2 epizód                                        |
| 2004      |                          | Fearless                        | Gaia Moore                      | eladatlan próbaepizód                           |
| 2005      |                          | Into the West                   | Clara Wheeler                   | minisorozat (3 epizód)                          |
| 2005      | Las Vegas                | Las Vegas                       | Penny Posin                     | 5 epizód                                        |
| 2006–2021 | Robotcsirke              | Robot Chicken                   | több szereplő hangja            |                                                 |
| 2008      | Szellemekkel suttogó     | Ghost Whisperer                 | Grace Adams                     | 1 epizód                                        |
| 2008–2010 | Psych – Dilis detektívek | Psych                           | Abigail Lytar                   | 6 epizód                                        |
| 2009      |                          | Titan Maximum                   | Jodi Yanarella hadnagy (hangja) | főszereplő (9 epizód)                           |
| 2010      |                          | Nevermind Nirvana               | Elizabeth                       | tévéfilm                                        |
| 2011      |                          | Stealing Paradise               | Amanda Collier                  | tévéfilm                                        |
| 2012      | Hamis vád                | Left to Die                     | Tammi Chase                     | - tévéfilm - magyar hangja: - Nemes Takách Kata |
| 2012–2015 | Észlelés                 | Perception                      | Kate Moretti                    | főszereplő (39 epizód)                          |
| 2013      |                          | Team Unicorn                    | önmaga                          | 1 epizód                                        |
| 2016      | Csábító nyári gyakorlat  | Summer Love                     | Maya Sulliway                   | tévéfilm                                        |
| 2016      |                          | Autumn in the Vineyard          | Frankie Baldwin                 | tévéfilm (vezető producer)                      |
| 2017      |                          | Summer in the Vineyard          | Frankie Baldwin                 | tévéfilm (vezető producer)                      |
| 2018      |                          | Frozen in Love                  | Mary Campbell                   | tévéfilm (vezető producer)                      |
| 2019      |                          | Valentine in the Vineyard       | Frankie Baldwin                 | tévéfilm (vezető producer)                      |
| 2019      |                          | A Blue Ridge Mountain Christmas | Willow Petersen                 | tévéfilm (vezető producer)                      |
| 2019      |                          | Liza on Demand                  | Rachael Leigh Cook              | 1 epizód                                        |
| 2020      | Gyilkos elmék            | Criminal Minds                  | Max                             | 1 epizód                                        |
| 2020      |                          | Cross Country Christmas         | Lina                            | tévéfilm (vezető producer)                      |
| 2021      |                          | Celebrity Wheel of Fortune      | önmaga (versenyző)              | 1 epizód                                        |

### Videóklipek
| Év   | Előadó                   | Cím                |
| ---- | ------------------------ | ------------------ |
| 1999 | Sixpence None The Richer | Kiss Me            |
| 2001 | New Found Glory          | Dressed to Kill    |
| 2006 | Daniel Powter            | Love You Lately    |
| 2017 | Khalid                   | Young Dumb & Broke |

### Videójátékok
| Év   | Cím                                                   | Szerep         |
| ---- | ----------------------------------------------------- | -------------- |
| 2005 | Yakuza                                                | Reina          |
| 2005 | Kingdom Hearts II                                     | Tifa Lockhart  |
| 2006 | Dirge of Cerberus: Final Fantasy VII                  | Tifa Lockhart  |
| 2007 | Kingdom Hearts II: Final Mix+                         | Tifa Lockhart  |
| 2011 | Dissidia 012 Final Fantasy                            | Tifa Lockhart  |
| 2011 | Star Wars: The Old Republic                           | Jaesa Willsaam |
| 2013 | Star Wars: The Old Republic - Rise of the Hutt Cartel | Jaesa Willsaam |
| 2014 | Star Wars: The Old Republic - Shadow of Revan         | Jaesa Willsaam |
| 2016 | Final Fantasy Explorers                               | Tifa Lockhart  |
| 2016 | World of Final Fantasy                                | Tifa Lockhart  |
| 2018 | Mobius Final Fantasy                                  | Tifa Lockhart  |
| 2019 | Dissidia Final Fantasy NT                             | Tifa Lockhart  |

## Fordítás
- Ez a szócikk részben vagy egészben  a   Rachael Leigh Cook című angol Wikipédia-szócikk fordításán alapul.  Az eredeti cikk szerkesztőit annak laptörténete sorolja fel. Ez a jelzés csupán a megfogalmazás eredetét és a szerzői jogokat jelzi, nem szolgál a cikkben szereplő információk forrásmegjelöléseként.